# Štěpánka Hilgertová
Štěpánka Hilgertováⓘ (* 10. April 1968 in Prag) ist eine ehemalige tschechische Kanutin.
Hilgertová startete im Alter von 12 Jahren in Prag mit dem Kanusport. Im Jahr 1988 feierte sie in South Bend ihr Debüt auf internationalem Niveau. Bereits vier Jahre später nahm sie an ihren ersten Olympischen Spielen teil, war dort allerdings weit von einem Podestplatz entfernt. Vier Jahre später, bei den Olympischen Sommerspielen in Atlanta holte sie Gold im Kajak-Einzel. Eine Leistung, die sie bei den folgenden Spielen in Sydney wiederholen konnte.
2008 durfte sie die Fahne Tschechiens bei der Eröffnungsfeier der Sommerspiele in Peking tragen. In London 2012 schnupperte die Tschechin bei ihren sechsten und letzten Olympischen Spielen im Alter von 44 Jahren sogar noch einmal am Podest und wurde am Ende Vierte.
Štěpánka Hilgertová gewann im Laufe ihrer Karriere zweimal Olympiagold und je siebenmal bei Welt- und Europameisterschaften im Einzel sowie im Teamwettbewerb. Ihren letzten Weltmeistertitel holte sie 2015 im Teamwettbewerb bei den Weltmeisterschaften in London. Ihre Teamkolleginnen Veronika Vojtová und Kateřina Kudějová waren dabei über 20 Jahre jünger als Hilgertová. Im Jahr 2017 beendete Hilgertová ihre Karriere.
Sie ist verheiratet mit ihrem ehemaligen Trainingspartner und Trainer Luboš Hilgert und hat einen Sohn, Lubos jr., der ebenfalls Mitglied der tschechischen Kanu-Slalom-Nationalmannschaft ist. Die Slalom-Kanutin Amálie Hilgertová ist ihre Nichte.